# Tayloria rudolphiana
Tayloria rudolphiana är en bladmossart som beskrevs av Bruch och W. P. Schimper in B.S.G. 1845. Tayloria rudolphiana ingår i släktet trumpetmossor, och familjen Splachnaceae. Inga underarter finns listade i Catalogue of Life.